# Портрет Доры Маар
Портрет Доры Маар, или Бюст женщины (Дора Маар) — картина Пабло Пикассо, написанная в 1938 году. На ней изображена возлюбленная художника Дора Маар. В 1999 году картина была украдена. В 2008 году компания The Art Loss Register включила её в Список самых разыскиваемых произведений искусства. В 2019 году полотно было найдено Артуром Брэндом — специалистом по поиску потерянных предметов искусства в Голландии. В настоящее время стоимость работы оценивается в 25 млн евро.

## История
55-летний Пабло Пикассо познакомился с 29-летней французской художницей и фотографом Дорой Маар в 1936 году в парижском кафе «Дё маго». Дора на 9 лет стала его подругой, моделью и музой. За время отношений Пикассо создал множество её портретов, среди которых: «Дора Маар с зелёными ногтями» (1936), «Портрет Доры Маар» (1937), «Сидящая Дора Маар» (1938), «Женщина в синей шляпе» (1939), «Жёлтая рубашка. Дора Маар» (1939), «Бюст женщины (Дора Маар)» (1940) и другие. Картина «Дора Маар с кошкой», созданная в 1941 году, вошла в число самых дорогих картин мира.
Полотно «Портрет Доры Маар» или «Бюст женщины (Дора Маар)» было написано 26 апреля 1938 года. На нём Дора изображена на белом фоне, сидящей вполоборота. У неё кожа зелёного цвета, тёмные волосы до плеч, на голове цветастая шляпа. Картина никогда не выставлялась в музеях. Она висела в доме Пикассо до его смерти, а в 1980-х была куплена саудовским шейхом Абдулмухсеном Абдулмаликом Аль Шейхом в галерее Пейс в Нью-Йорке.

## Кража и поиск картины
23 марта 1999 года полотно похитили с яхты «Корал Айленд» владельца картины, когда она ждала ремонта у побережья Антибских островов (Лазурный берег). Её стоимость на момент кражи оценивалась в 4 млн евро, а объявленное вознаграждение за её нахождение — 400 тыс. евро. Поисками «Портрета Доры Маар» занималась французская полиция. Впоследствии картину признали безвозвратно утраченной.
В 2008 году компания The Art Loss Register, занимающаяся поиском украденных произведений искусства, в статье, опубликованной газетой The Wall Street Journal, включила работу в Список самых разыскиваемых произведений искусства.
В 2015 году арт-детектив Артур Брэнд вышел на след картины в Голландии. По его словам, полотно попало в нидерландские криминальные круги, где использовалось в качестве залога при продаже оружия и наркотиков. Позже её приобрёл некий бизнесмен, который знал, что это полотно Пикассо, но не знал, что картина краденая. «Он думал, что Пикассо был предметом законной сделки. Оказалось, что сделка действительно была законной, а вот метод оплаты — нет», — рассказал о процедуре покупки Артур Бренд.
В 2019 году бизнесмен передал картину Брэнду, который уведомил об этом правоохранительные органы. Полиция обещала не преследовать последнего владельца полотна.
Эксперты подтвердили подлинность переданной картины. В настоящее время её стоимость оценивается в 25 миллионов евро, а сама работа находится у страховщиков, которые будут решать её дальнейшую судьбу.